# Among Us
Among Us é um jogo eletrônico online, dos gêneros jogo em grupo e sobrevivência, desenvolvido e publicado pelo estúdio de jogos estadunidense InnerSloth. Foi lançado em junho de 2018 para Android e iOS, em novembro de 2018 para Microsoft Windows, em dezembro de 2020 para Nintendo Switch, e em dezembro de 2021 para PlayStation 4, PlayStation 5, Xbox One e Xbox Series X/S.
O jogo se passa em um cenário de tema espacial, onde cada jogador desempenha um de dois papéis, sendo a maioria tripulantes e um número predeterminado sendo impostores. O objetivo dos tripulantes é identificar os impostores e/ou completar as tarefas ao redor do mapa, enquanto o objetivo dos impostores é eliminar os tripulantes. Os jogadores suspeitos são eliminados através de uma votação, que é iniciada quando uma reunião de emergência é chamada ou quando um cadáver é reportado. Os tripulantes vencem caso todos os Impostores sejam eliminados ou se todas as tarefas forem completadas. Já os impostores vencem caso estejam em número igualitário ao dos tripulantes, ou caso uma sabotagem crítica não seja resolvida.
Embora inicialmente lançado com pouca atenção popular, ele recebeu uma grande taxa de popularidade em 2020 devido a muitos streamers da Twitch e YouTubers jogarem-no. Em resposta à popularidade do jogo, uma sequência, Among Us 2, chegou a ser anunciada em agosto de 2020. Todavia, foi posteriormente cancelada em 23 de setembro de 2020, quando a equipe mudou o foco para o jogo original. Em geral, Among Us foi bem recebido por sites de jogos eletrônicos. O preço baixo e a diversão foram elogiados, mas a jogabilidade como tripulante recebeu críticas. A versão para dispositivos móveis, apesar de gratuita, recebeu críticas em relação à estabilidade e propagandas. Uma série animada está em produção.

## Jogabilidade

O respectivo impostor (branco) mata o tripulante (azul), com outro jogador (rosa) tendo testemunhado a morte. Qualquer um dos dois jogadores vivos pode reportar o cadáver.

Among Us é um jogo multijogador de quatro a quinze jogadores. Um a três desses jogadores são aleatoriamente escolhidos para serem impostores, enquanto os outros são tripulantes. O jogo pode ocorrer em um dos cinco mapas: The Skeld, que se passa em uma nave, Mira HQ, que se passa em um edifício-sede, Polus, que se passa em uma base planetária, The Fungle, que se passa em uma ilha deserta repleta de fungos, ou The Airship, que se passa em uma aeronave da série Henry Stickmin.
Os tripulantes recebem tarefas para completar no mapa na forma de minigames, consistindo em trabalho de manutenção em sistemas vitais, como religação elétrica e abastecimento de motores. Os impostores recebem uma lista falsa de tarefas para se misturar aos companheiros de tripulação e têm a capacidade de sabotar os sistemas do mapa, atravessar aberturas, identificar quaisquer outros impostores e matar os companheiros de tripulação. Se um jogador morre, ele se torna um fantasma; fantasmas têm a capacidade de se tornar intangíveis, e assim atravessar paredes, mas só podem interagir com o mundo de maneiras limitadas e são invisíveis para todos, exceto para outros fantasmas. Todos os jogadores, exceto fantasmas, têm um cone de visão limitado, que permite aos jogadores se esconderem da visão de outros jogadores, apesar da perspectiva de cima para baixo do jogo.
Os tripulantes vencem completando todas as tarefas antes de serem mortos ou encontrando e eliminando todos os impostores. Para que os impostores ganhem, eles devem matar um número suficiente de membros da tripulação de forma que o número de impostor(es) seja igual ao número de companheiros da tripulação ou ter uma contagem regressiva de sabotagem esgotada; o objetivo dos fantasmas é ajudar seus companheiros vivos, completando tarefas, caso seja um tripulante morto, ou realizando sabotagens, caso seja um impostor morto. Quando um impostor executa uma sabotagem, há uma consequência imediata (como todas as luzes sendo desligadas) ou uma contagem regressiva começa, e a sabotagem deve ser resolvida antes de terminar, ou então todos os membros da tripulação morrerão. As sabotagens podem ser resolvidas pelos jogadores de várias maneiras, dependendo de qual sabotagem for feita. A partida também pode acabar caso os jogadores saiam da partida e caso fazer isso, pode determinar condições de vitória para ambos os grupos.
Se um jogador encontrar um cadáver, ele pode denunciá-lo (ação esta, conhecida no jogo como "reportar"), o que levará a uma reunião do grupo onde o jogo é interrompido e os jogadores discutem quem eles acreditam que um impostor é, baseado nas evidências em torno da morte. Para ajudar a determinar a identidade dos Impostores, existem vários sistemas de rastreamento em cada mapa, como um sistema de câmeras de segurança no The Skeld e no The Airship, um registro de portas em Mira HQ, e um indicador de sinais vitais no Polus. Se a maioria simples for alcançada, a pessoa escolhida é ejetada do mapa e vira um fantasma, sendo imediatamente desclassificada do jogo. Os jogadores também podem convocar uma "reunião de emergência" pressionando um botão no mapa a qualquer momento. O jogo é jogado em um chat via texto, em que os jogadores só podem se comunicar durante as reuniões e apenas se estiverem vivos, embora os fantasmas possam falar uns com os outros. Embora o jogo não tenha um sistema de bate-papo de voz embutido, é comum que os jogadores usem programas externos como o Discord durante o jogo. Várias opções de personalização para aspectos do jogo, como alcance de visão e reuniões de emergência, estão disponíveis no lobby de cada jogo. Existem também muitas opções de cosméticos, incluindo cores de trajes espaciais, skins, chapéus e animais de estimação, alguns dos quais são DLCs pagos.

## Desenvolvimento e lançamento

### Desenvolvimento inicial
Among Us foi inspirado no jogo em grupo da vida real Mafia, e no filme de ficção científica The Thing, cuja ideia para o conceito foi dada por Marcus Bromander, já que ele jogava Mafia desde a sua infância. No jogo original, as cartas de função eram distribuídas e os jogadores vagavam pela casa, sem rumo, enquanto outra pessoa secretamente matava os jogadores, passando um dedo em volta de seu pescoço. A maior parte de suas mecânicas ainda estavam presentes em Among Us, mas a equipe queria "aliviar a necessidade de criar um modelo de casa interessante e ter alguém vagando em um ambiente chato". Então, eles decidiram que o jogo teria uma temática espacial e também adicionaram tarefas, que, de acordo com Forest Willard, programador da Innersloth, "mudaram várias vezes durante o desenvolvimento".
O desenvolvimento começou em novembro de 2017. Foi inicialmente planejado para ser um jogo apenas para dispositivos móveis, com multijogador local e um único mapa. Bromander pausou o desenvolvimento de outro jogo da Innersloth, The Henry Stickmin Collection, para desenvolver o primeiro mapa de Among Us, intitulado "The Skeld". Os desenvolvedores originalmente queriam que a nave estivesse em crise o tempo inteiro e que os Impostores pudessem fazer tarefas para se misturarem com o resto dos tripulantes, no entanto, eles consideraram que isso seria muito estressante para os jogadores e que iria drasticamente afetar as discussões. No design dos mapas, Bromander e a artista Amy Liu usaram imagens do Google para determinar quais detalhes as salas deveriam ter. O time testou o jogo com 8 de seus amigos, mas nunca chegaram a testar com 9 ou 10 jogadores. Willard descreveu o teste de jogo como doloroso e frustrante, pois o jogo quebrava durante as sessões, forçando-o a enviar aos testadores de jogo novas compilações do Google Play. O jogo foi feito usando o motor Unity.
Em junho de 2018, o jogo foi lançado para Android e iOS; pouco tempo depois, Among Us tinha uma contagem média de 30 a 50 jogadores simultaneamente. O programador Forest Willard considerou que o lançamento "não foi muito bom", o que o designer Marcus Bromander acreditava ser porque o estúdio InnerSloth "[é] muito ruim em marketing". A equipe pretendia "[desistir] várias vezes", mas continuou a trabalhar nele devido a uma "base de jogadores pequena, mas vocal", primeiro adicionando multijogador online, novas tarefas, opções de personalização, e mais tarde naquele ano, um lançamento na Steam. Originalmente, o jogo não tinha efeitos sonoros para evitar que informações sobre os jogadores fossem reveladas em um ambiente local, e Willard misturou sons de vários pacotes de sons durante o lançamento do jogo na Steam. Suporte multi-plataforma ficou disponível no lançamento da versão para PC.
Em 8 de agosto de 2019, a InnerSloth lançou um novo mapa, Mira HQ, cujo desenvolvimento foi anunciado após a incrementação de filtros de mapa na primeira atualização de 2019. Um terceiro mapa, Polus, foi adicionado em 12 de novembro de 2019. Ambos os mapas exigiam inicialmente um pagamento adicional de quatro dólares, mas seus preços foram reduzidos para dois dólares em 6 de janeiro de 2020 e, posteriormente, ficaram de graça em 11 de junho de 2020; embora os mapas ainda estejam disponíveis para compra em todas as plataformas, eles não fornecem mais acesso aos mapas; em vez disso, apenas fornecem ao jogador as skins que vinham juntas com os mapas. Um quarto mapa, intitulado "The Airship", foi lançado no dia 31 de março de 2021 e é baseado em um local da série Henry Stickmin.
De acordo com Willard, a equipe manteve o jogo "por muito mais tempo do que provavelmente deveríamos ter do ponto de vista puramente comercial", colocando atualizações regulares do jogo uma vez por semana. Isso levou a um aumento constante de jogadores, criando um efeito bola de neve em relação à base de jogadores. Bromander afirmou que sua capacidade de fazer isso se deve ao fato de eles terem economias suficientes, o que lhes permite continuar trabalhando no jogo mesmo quando ele não está vendendo muito bem.

### Sequência cancelada e atualizações recentes
Seguindo a popularidade do jogo, a equipe havia mudado o foco para uma sequência, Among Us 2, dizendo que a base de código de Among Us estava "desatualizada e não construída para suportar a adição de tantos novos conteúdos." Durante este tempo, Willard e Amy Liu continuaram a atualizá-lo, aumentando a base de jogadores máxima, adicionando quatro servidores, três regiões, e códigos de jogo maiores para permitir que mais jogos simultâneos fossem suportados. No entanto, em setembro de 2020, a equipe cancelou a sequência, optando por dar suporte ao jogo original e adicionar todo o conteúdo pretendido para a sequência, devido ao aumento do sucesso do jogo original, o qual alcançou a marca de 85 milhões de downloads no mundo.
Em uma postagem no site da desenvolvedora em relação ao futuro do jogo, a equipe afirmou que "esta é provavelmente a escolha mais difícil, porque significa ir fundo no código central do jogo e retrabalhar várias partes dele". A ideia é retrabalhar o código principal do jogo para permitir o novo conteúdo. Neste ínterim, foram anunciados planos para corrigir os problemas do servidor do jogo; além disso, adicionar suporte a daltonismo, sistema de amigos e um novo mapa baseado na série Henry Stickmin, do qual Bromander é o criador.
A equipe anunciou seus planos para consertar diversos erros de servidor do jogo e para banir hackers e jogadores tóxicos. Na versão beta do Among Us na Steam, foram adicionados símbolos na tarefa de arrumar a fiação como um suporte para daltônicos. Outros planos também incluem melhoras na jogabilidade para fantasmas, e a adição de mais opções customizáveis. Logo depois foi anunciado uma remasterização total no estilo de arte do jogo, partidas com suporte a até 15 jogadores, seis novas cores, e uma nova tela de reunião.
No The Game Awards 2020, um novo mapa, intitulado "The Airship", foi revelado, e foi lançado no dia 31 de março de 2021. Ele é ambientado na aeronave do Toppat Clan da série Henry Stickmin, contendo novas salas e novas tarefas. A Innersloth também anunciou que o mapa seria gratuito para todos os jogadores. Também foi lançado junto com um pacote de cosméticos que pode ser comprado na Steam. Também foi incrementado, junto com o mapa, o sistema de contas, que permite que os jogadores reportem hackers e jogadores tóxicos para que o jogo seja um local mais seguro.
Em 5 de março de 2021, foi adicionado o chat rápido (quickchat). A nova função permite que os jogadores se comuniquem de forma rápida, através de uma roda de diálogo, que traz opções de conversa constantemente usadas, como declarações e acusações a outros membros da equipe. Inicialmente, com a adição da nova ferramenta, os jogadores menores de 18 anos passaram a ser limitados a usar apenas o chat rápido para comunicação, diferentemente dos jogadores maiores de 18 anos, que podem usar tanto o chat rápido como o chat livre. Todavia, os desenvolvedores anunciaram que pretendem reduzir a restrição para maiores de 13 anos.
Durante o mês de maio, foi anunciada uma nova cor para o jogo, chamada Rosé, que também veio junto com outras cinco cores: Creme (antigamente removida do jogo), Coral, Banana, Cinza, e Bordô, que foram posteriormente anunciadas no Summer Game Fest 2021, evento ocorrido no dia 10 de junho de 2021, junto com outros novos conteúdos: um quinto mapa, esconde-esconde, novos papéis: Xerife e Cientista. As novas cores, juntamente com o suporte de até 15 jogadores, uma nova tela de reunião e um novo estilo de arte aos personagens, foram lançadas no dia 15 de junho de 2021, durante o terceiro aniversário do jogo.

### Lançamento para consoles
Durante a popularidade do jogo, a equipe planejou lançar o jogo para consoles como PlayStation 4 e Xbox One, mas encontrou um problema na implementação da comunicação do jogador, pois o chat padrão baseado em texto ou voz parecia inutilizável. Eles consideraram um sistema semelhante ao sistema de comunicação rápida de Rocket League, bem como a possibilidade de desenvolver um sistema de comunicação totalmente novo para o jogo.
Apesar dessas complicações, o jogo foi lançado para Nintendo Switch em 15 de dezembro de 2020, sendo anunciado na conferência da Indie World da Nintendo Direct no mesmo dia. Essa versão foi publicada pela PlayEveryWare. O porte também teve um erro que permitia que os jogadores pudessem acessar uma versão não finalizada do mapa "The Airship". No entanto, dois dias depois após o lançamento, o erro foi resolvido. Atualmente, os conteúdos adicionais do jogo estão indisponíveis para serem comprados na versão do Switch, onde a Innersloth falou que iria adicioná-los em algum momento no futuro.
No dia 10 de dezembro de 2020, o Xbox Wire anunciou que o Among Us estaria disponível para Xbox Game Pass de PC. O jogo será lançado para Xbox One e Xbox Series X/S em 2021. Durante o Xbox Indie Showcase, foi anunciado que a versão para Xbox irá incluir o novo mapa "The Airship". A Innersloth falou que, como eles estão planejar o jogo para outros consoles, eles teriam que passar por vários processos de aprovação. Logo depois, foi anunciado no mês de abril que o jogo seria lançado para PlayStation 4 e PlayStation 5 ainda em 2021, que terá suporte á plataforma cruzada com as outras versões. A versão também incluirá uma skin exclusiva da franquia Rachet & Clank. A nova versão também será publicada pela PlayEveryWare.

### Hacks de Outubro de 2020/Janeiro de 2021
No meio de outubro de 2020, um hacker conhecido como "Eris Loris" começou a afetar principalmente servidores norte americanos. Diversos jogadores reportaram no Twitter que o hacker invadia suas partidas e cometia spam nas partidas promovendo o seu canal do YouTube, seu servidor do Discord, e mensagens políticas controversas, ameaçando hackear o dispositivo dos jogadores caso eles recusassem a oferta. Foi revelado que o servidor do Discord contém grande quantidade de conteúdo NSFW, como linguagem racista, pornografia, e imagens contendo abusos de animais.
Uma reportagem da Eurogamer mostrou uma entrevista com o suposto hacker, contatado através de alguns dos links do servidor do Discord fornecido em uma das partidas. Foi revelado que Loris conseguiu desenvolver o bot responsável pelos ataques em apenas seis horas, e que contou com 50 voluntários para formar uma botnet para assim propagar os ataques para outras partidas. Ele também abordou que os ataques também serviam como uma campanha publicitária para incentivar os jogadores á votarem para Donald Trump nas eleições presidenciais dos Estados Unidos de 2020, pelo fato do mesmo apoiar Trump. No total, os ataques afetaram 5 milhões de jogadores e 1,5 milhões de partidas no mundo todo.
A Innersloth estatou no Twitter que eles estavam "super cientes" do problema e estavam planejando uma atualização emergencial para conterem os hacks, além de encorajarem todos os jogadores a jogarem somente em partidas privadas. O erro foi resolvido, no entanto, em janeiro de 2021, diversos jogadores reportaram o possível retorno de Eris Loris, que está promovendo hacks e cheats para o jogo.

## Recepção
Among Us, em geral, foi bem recebido. No site agregador de pontuação global Metacritic, a versão para PC recebeu uma nota de 85 do 100, baseada em 9 análises críticas, enquanto a versão para Nintendo Switch recebeu uma nota de 79 do 100, baseada em 9 análises críticas, com ambas indicando "análises geralmente favoráveis". Foi considerado pelo Metacritic como um dos "Melhores Jogos de PC de 2018", estando em 17º lugar, e como o 38º Jogo Mais Discutido de 2020". Desde dezembro de 2020, a IGN o considerou como um dos jogos mais analisados do ano.
Andrew Penney, da TheGamer, elogiou o baixo custo do jogo dizendo que "Among Us custa 5$. Com um preço tão baixo, a insinuação é que você terá uma experiência curta ou nada assombrosa. No entanto, [...] o jogo é divertido, funciona perfeitamente, apresenta cosméticos malucos e tem toneladas de opções de personalização." Ele disse que o maior problema do jogo são os servidores, e também acha que ter apenas três mapas é um ponto negativo. Elliot Osange, da Bonus Stage, disse que o jogo é uma "diversão boba", e adicionou que é mais divertido ser o impostor. Craig Pearson, da Rock, Paper, Shotgun, compartilha de uma opinião parecida, declarando que jogar como impostor é "muito mais divertido" do que jogar como tripulante, que ele chamou de "cansativo". Alice O'Conner, do mesmo website, descreveu-o como "Werewolf ou Mafia, no espaço, com minijogos". Em sua resenha ao TechTudo, Felipe Vinha disse que, apesar de simples, "aprender o jogo não é exatamente uma tarefa fácil", mas acrescentou que "depois que se aprende, é possível se divertir sem limites, principalmente por se tratar de um game com bastante interação."
Em sua resenha ao IGN, Leana Hafer disse que "[não tem] nenhuma suspeita de que este será o último jogo de sua raça a fazer barulho, já que estamos vendo sua influência até mesmo em mega-jogos como Fortnite " Como ponto negativo, ela apontou alguns problemas técnicos, como a dificuldade de encontrar salas que ainda não estejam lotadas ou que estejam longe de chegar lá. Ela também lamentou a falta de "mecanismo para punir jogadores que saem do jogo quando não conseguem jogar como impostores, ou são pegos mortos no meio de um assassinato". L'avis de Tiraxa do Jeuxvideo.com foi mais crítica ao jogo, que lamentou a falta de um chat de voz incrementado no jogo, os bugs do servidor, que “[impedem] alguns de entrarem na festa, de forma totalmente inexplicável”, os servidores públicos com estranhos, por considerá-lo "menos divertido" do que servidores privados com amigos, e o grande progresso de desenvolvimento, considerando que o jogo ainda tem um "caminho a percorrer antes de atingir seu potencial máximo".
A versão mobile do jogo, apesar de gratuita, recebeu algumas críticas. Osange disse que "A versão para PC é bastante estável, mas a versão para Android é muito mais uma situação de dispositivo por dispositivo". Apesar disso, ele elogiou "o fato de que você pode ter alguém em um equipamento de PC enorme em todo o mundo jogando contra alguém com um Amazon Fire 2015 quebrado e eles estão tendo quase a mesma experiência é loucura, e eu adoro isso." Vinha escreveu que "propagandas chatas" é um ponto negativo do jogo, mas "nada que atrapalhe a experiência".
A versão para Nintendo Switch, apesar de ter recebido análises extremamente positivas, também recebeu críticas. William Antonieli do website Insider considerou que os controles portáteis do console dá á "muitas tarefas uma resposta de satisfação ao jogo", mas que não funcionavam muito bem com os controles de gamepad do console. Também afirmou que o sistema de comunicação é "frustrante", visto que usar o joystick para selecionar as letras é "lento", e disse que o fato do jogo ter suporte á plataforma cruzada coloca os jogadores de Switch "[em uma] desvantagem imediata". PJ'O Reilly do Nintendo Life também abordou que outro ponto negativo do jogo foi a falta da maioria dos cosméticos e conteúdos adicionais que estão originalmente disponíveis nas outras versões, na qual ele considerou uma "vergonha". Chris White do website God is a Geek diz que embora o porte tenha "problemas com a comunicação de voz, é tão bom quanto todas as outras plataformas em que aparece". Porém, em relação à falta de cosméticos, ele afirmou que “seria bom ter mais diversidade na aparência do seu personagem”.
Among Us tem sido frequentemente comparado com Fall Guys, já que ambos se tornaram populares jogos party durante a pandemia de COVID-19, e também pelo fato de ambos os desenvolvedores dos dois jogos terem se entendido no Twitter. Também foram feitas comparações com os avatares de ambos os jogos, onde muitos acharam que pareciam balas de goma. Também foram feitas comparações com The Thing, Town of Salem, Werewolves Within, e Secret Hitler.

### Vendas
O Steam Spy calculou que, desde setembro de 2020, o jogo foi baixado por 10 milhões de pessoas na Steam. Em outubro de 2020, o jogo, de acordo com o Associated Press, se tornou o mais baixado na App Store de IOS. De acordo com o SuperData Research, o jogo atingiu 500 milhões de jogadores no mundo inteiro a partir de novembro de 2020, sendo que 97% compõem a versão gratuita para celulares, apesar de que 64% do crescimento em popularidade do jogo foi gerada pela versão para PC. Among Us foi considerado como um dos jogos mais vendidos na Steam, sendo listado na categoria dos "Top 100 do Ano". A versão para Nintendo Switch vendeu mais de 3.2 milhões de cópias desde o seu lançamento, tornando-se um dos jogos mais vendidos do Nintendo Switch. Enquanto foi oferecido como um jogo gratuito na Epic Games Store, Among Us tinha ganhado mais de 2 milhões de jogadores.

### Popularidade

#### Explosão inicial em popularidade

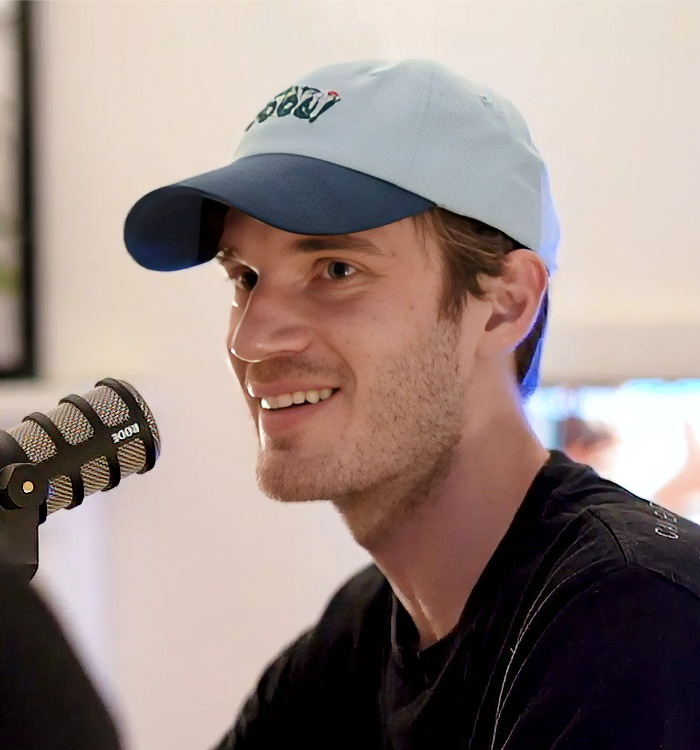
YouTubers e streamers como PewDiePie, o maior canal independente do YouTube, jogam Among Us.

Em 2020, uma onda de popularidade feita por criadores de conteúdo online teve início na Coreia do Sul e no Brasil e acabou chegando ao mundo de língua inglesa. Bromander afirmou que México, Brasil e Coreia do Sul são locais ainda mais populares para o jogo do que os Estados Unidos. De acordo com Willard, Chance "Sodapoppin" Morris, streamer da Twitch, tornou o jogo popular no site em julho de 2020. A pandemia de COVID-19 foi frequentemente citada como um motivo da popularidade de Among Us, já que promoveu socialização apesar das medidas de distanciamento social. Emma Kent, da Eurogamer, acredita que o lançamento de The Henry Stickmin Collection, da InnerSloth, também contribuiu para a popularidade de Among Us, e Wes Fenlon, da PC Gamer, disse que o streamer SR_Kaif "preparou [o jogo] para seu grande momento".
Depois disso, muitos outros streamers da Twitch e YouTubers começaram a jogar Among Us, como DisguisedToast, CallMeCarson, xQc, Pokimane, Shroud, Ninja, e PewDiePie. A partir de então, a contagem de jogadores consecutivos subiu rapidamente, chegando a 1,5 milhão e, em setembro de 2020, recebeu mais 100 milhões de downloads. Em referência à popularidade do jogo entre streamers, Evelyn Lau, da The National, declarou que "Observar as reações das pessoas tentando adivinhar quem é o impostor (e às vezes errando muito) ou mentindo terrivelmente sobre não ser o impostor é tudo muito divertido." De acordo com a revista Wired, Among Us, junto com Fall Guys e Jackbox Party Packs, foi considerado como um dos jogos que forneceram uma experiência de narrativa livre para evitar o "trauma cultural" da pandemia.

#### Popularidade seguinte
A popularidade do jogo continuou nos meses seguintes. O YouTube relatou que vídeos sobre o jogo foram vistos 4 bilhões de vezes em setembro de 2020, e vídeos de TikTok relacionados a Among Us tiveram mais de 13 bilhões de visualizações em outubro de 2020. O súbito aumento de jogadores do jogo sobrecarregou seu servidor, que, segundo Willard, era "na época ... um servidor Amazon totalmente gratuito, e era terrível", o que o obrigou a trabalhar sob tempo de crise para corrigir os erros.
Durante esse tempo, a InnerSloth também abriu uma loja de produtos temáticos de Among Us. A popularidade também inspirou diversas fanarts e memes, levando também à criação de personas do jogo, denominadas "crewsonas" (uma junção de crewmate e persona). Willard disse que o conteúdo criado por fans "realmente é a melhor parte" de fazer Among Us, com Bromander chamando-o de "minha coisa favorita de ver". O jogo também popularizou a gíria "sus", que significa "suspeito(a)".
Among Us foi jogado de forma controversa pelo time de esports do exército estadunidense, em que os jogadores na transmissão usaram nomes dentro do jogo fazendo referência à "palavra N" e o bombardeamento de Nagasaki, considerado "ofensivo" e "intolerável" por alguns telespectadores. Duas congressistas dos Estados Unidos, Alexandria Ocasio-Cortez e Ilhan Omar, transmitiram o jogo em outubro de 2020 ao lado de vários outros streamers proeminentes, como Pokimane e Hasan Piker, como uma forma de incentivar as pessoas a votarem, o que atraiu quase setecentos mil espectadores simultâneos na Twitch.
No Brasil, o futebolista Neymar e o youtuber Alanzoka também fizeram transmissões ao vivo de Among Us, atingindo mais de cem mil telespectadores. Também no país, em uma prova realizada pela FUVEST em 10 de janeiro de 2021, um meme de Among Us apareceu na questão 81. Nesta questão de química, o participante deveria encontrar o "elemento impostor" conforme suas características.

## Versão em realidade virtual
A versão Among Us VR foi lançado em 10 de novembro de 2022 para os dispositivos Meta Quest e Rift. Foi anunciado no evento Meta Connect 2022. sendo adaptado para a realidade virtual por Schell Games e Robot Teddy.
a versão VR é multijogador, podendo ser feito de quatro a dez jogadores, com recursos de bate-papo por voz e texto.

### Prêmios
| Ano  | Prêmio                          | Categoria                | Resultado | Ref.            |
| ---- | ------------------------------- | ------------------------ | --------- | --------------- |
| 2020 | Golden Joystick 2020            | Prêmio Revelação         | Venceu    | [ 141 ]         |
| 2020 | The Game Awards 2020            | Melhor Jogo Mobile       | Venceu    | [ 142 ]         |
| 2020 | The Game Awards 2020            | Melhor Jogo Multijogador | Venceu    | [ 142 ]         |
| 2020 | Steam Awards 2020               | Feito com Amor           | Indicado  | [ 143 ] [ 144 ] |
| 2021 | Nickelodeon Kids' Choice Awards | Video Game Favorito      | Venceu    | [ 145 ]         |